# Amata cingulata
Amata cingulata là một loài bướm đêm thuộc phân họ Arctiinae, họ Erebidae.